# Егорлыкское сельское поселение
Егорлыкское сельское поселение — муниципальное образование в Егорлыкском районе Ростовской области.
Административный центр поселения — станица Егорлыкская, с численностью населения свыше 19 тысяч.

## География
Егорлыкское сельское поселение граничит с несколькими объектами. На западе соседствует с землями Ильинского сельского поселения. Протяжённость границы составляет 3,5 километра. На юге поселение граничит с Роговским сельским поселением. Протяжённость границы равна 9,5 километров. Наибольшая часть территории граничит с Зерноградским районом, протяжённость границ равна 35,8 километров. Территории этого района находятся на севере, северо-востоке и северо-западе от Егорлыкского сельского поселения. На востоке находится Цилинский район и Войновское сельское поселение, граница с ними составляет около 15 километров. 6 километрам равна граница с Объединенным сельским поселением.

## Административное устройство
В состав Егорлыкского сельского поселения входят:
- станица Егорлыкская
- хутор Балабанов
- хутор Зеркальный
- хутор Изобильный
- хутор Козлова Балка
- хутор Прогресс
- хутор Репяховка
- хутор Рясной
- хутор Таганрогский
- хутор Ютин

## Население
| 2010    | 2012    | 2013    | 2014    | 2015    | 2016    | 2017    |
| ------- | ------- | ------- | ------- | ------- | ------- | ------- |
| 19 750  | ↘19 250 | ↘19 076 | ↘18 836 | ↘18 725 | ↘18 515 | ↘18 313 |
| 2018    | 2019    | 2020    | 2021    |         |         |         |
| ↘18 066 | ↘17 786 | ↘17 482 | ↘17 139 |         |         |         |

## Инфраструктура
На территории Егорлыкского сельского поселения действует несколько средних общеобразовательных школ и 1 основная общеобразовательная школа. Работают детские дошкольные образовательные учреждения, юношеская спортивная школа и детская школа искусств. Есть стадион, библиотека и аптека. Функционируют промышленные и строительные торговые предприятия. На территории поселения расположена редакция районной газеты «Заря», функционируют нотариальные конторы. Есть МУ «Центр социального обслуживания граждан пожилого возраста и инвалидов» и отделение почты.